# Razeka
Razeka és un cràter sobre la superfície del planeta nan Ceres, situat amb el sistema de coordenades planetocèntriques a -0.92 ° de latitud nord i 63.97 ° de longitud est. Fa un diàmetre de 38.38 km. El nom va ser fet oficial per la UAI el 16 de setembre del 2016 i fa referència a 'Razeka, déu proveïdor d'aliments de la mitologia àrab.